# Liste der Kulturdenkmäler in Naunheim (Wetzlar)
Die folgende Liste enthält die in der Denkmaltopographie ausgewiesenen Kulturdenkmäler auf dem Gebiet des Ortsteils Naunheim der  Stadt Wetzlar, Lahn-Dill-Kreis, Hessen.
Hinweis: Die Reihenfolge der Denkmäler in dieser Liste orientiert sich an der Anschrift, alternativ ist sie auch nach der Bezeichnung, der vom Landesamt für Denkmalpflege vergebenen Nummer oder der Bauzeit sortierbar.
Kulturdenkmäler werden fortlaufend im Denkmalverzeichnis des Landes Hessen durch das Landesamt für Denkmalpflege Hessen auf Basis des Hessischen Denkmalschutzgesetzes (HDSchG) geführt. Die Schutzwürdigkeit eines Kulturdenkmals hängt nicht von der Eintragung in das Denkmalverzeichnis des Landes Hessen oder der Veröffentlichung in der Denkmaltopographie ab.

| Bild                                     | Bezeichnung                              | Lage                                                | Beschreibung | Bauzeit | Objekt-Nr. |
| ---------------------------------------- | ---------------------------------------- | --------------------------------------------------- | ------------ | ------- | ---------- |
|                                          |                                          | Blasbacher Straße 6 LageFlur: 11, Flurstück: 106/33 |              |         | 25394 DDB  |
|                                          |                                          | Blasbacher Straße 9 LageFlur: 12, Flurstück: 78/2   |              |         | 25395 DDB  |
|                                          |                                          | Blasbacher Straße 24 LageFlur: 11, Flurstück: 51/1  |              |         | 25396 DDB  |
| Gesamtanlage Nebenstraße                 | Gesamtanlage Nebenstraße                 | Nebenstraße Lage                                    |              |         | 25418 DDB  |
|                                          |                                          | Ludwigstraße 20 LageFlur: 20, Flurstück: 27/3       |              |         | 25398 DDB  |
|                                          |                                          | Mühlstraße 11 LageFlur: 16, Flurstück: 123/1        |              |         | 25399 DDB  |
|                                          |                                          | Mühlstraße 14 LageFlur: 15, Flurstück: 69/1         |              |         | 25400 DDB  |
|                                          |                                          | Mühlstraße 21a LageFlur: 16, Flurstück: 136         |              |         | 30071 DDB  |
| Naunheimer Schleuse, Schleusenwärterhaus | Naunheimer Schleuse, Schleusenwärterhaus | Schleuse Naunheim LageFlur: 19, Flurstück: 164      |              |         | 30072 DDB  |
| ehemalige Schule                         | ehemalige Schule                         | Schulplatz 2 LageFlur: 11, Flurstück: 40            |              |         | 29862 DDB  |
|                                          |                                          | Waldgirmeser Straße 3 LageFlur: 11, Flurstück: 44   |              |         | 25409 DDB  |
| weitere Bilder                           | Evangelische Pfarrkirche                 | Waldgirmeser Straße 5 LageFlur: 11, Flurstück: 53/6 |              |         | 25407 DDB  |
|                                          |                                          | Waldgirmeser Straße 21 LageFlur: 11, Flurstück: 71  |              |         | 25406 DDB  |
|                                          |                                          | Waldgirmeser Straße 23 LageFlur: 11, Flurstück: 73  |              |         | 25410 DDB  |
|                                          |                                          | Waldgirmeser Straße 27 LageFlur: 11, Flurstück: 75  |              |         | 25411 DDB  |
| Bild gesucht BW                          |                                          | Wetzlarer Straße 3 LageFlur: 15, Flurstück: 60      |              |         | 25435 DDB  |
|                                          |                                          | Wetzlarer Straße 12 LageFlur: 13, Flurstück: 104/1  |              |         | 25413 DDB  |
|                                          |                                          | Wetzlarer Straße 14 LageFlur: 12, Flurstück: 109/1  |              |         | 25415 DDB  |
|                                          |                                          | Wetzlarer Straße 16 LageFlur: 12, Flurstück: 111/4  |              |         | 25416 DDB  |